# Explosion à la gare centrale de Montréal
L'explosion à la gare centrale de Montréal est un attentat à la bombe, perpétré le 3 septembre 1984 à Montréal.

## Histoire
Le 3 septembre 1984, une bombe explose dans la gare centrale de Montréal. Cette attaque fait trois morts (trois jeunes touristes français) et une trentaine de blessés causant sur plusieurs des brûlures, des lacérations ou des fractures. La bombe avait été dissimulée dans un casier de dépôt à la gare avant l'explosion.
Le suspect, Thomas Bernard Brigham (en) , un retraité de l'armée américaine, protestait contre la visite du pape Jean-Paul II. Il planifia l'attentat dans le but de semer la terreur. Par la suite, l'auteur présumé de l'attentat est condamné à la prison à perpétuité. Thomas Brigham meurt d'un arrêt cardiaque le 14 février 1993, à l'âge de 73 ans, quelques jours avant le début du troisième procès.